# ERA Department Stores
ERA Department Stores is een warenhuisketen op Cyprus. De warenhuisformule is eigendom van de in 1972 opgerichte Ermes Group. Het bedrijf is lid van de Intercontinental Group of Department Stores (IDGS). De Ermes Group exploiteerde de warenhuizen tot april 2020 onder de formule Debenhams. Bij het wijzigen van de formule werd het Debenhams-warenhuis in de Mall of Engomi in Nicosia gesloten.

## Filialen
ERA heeft anno 2023 een viertal warenhuizen:
- Nicosia (Mall of Cyprus)
- Larnaca (Zenon)
- Limasol (Apollon)
- Paphos (Korivos)